# San Pietro Mussolino
San Pietro Mussolino är en ort och kommun i provinsen Vicenza i regionen Veneto i Italien. Kommunen hade 1 589 invånare (2018).